# Juventus Football Club 2017-2018
Questa voce raccoglie le informazioni riguardanti la Juventus Football Club nelle competizioni ufficiali della stagione 2017-2018.

## Stagione
(Giorgio Chiellini, 14 maggio 2018)
L'estate 2017, sul piano immobiliare, vede il primo tassello del futuro J-Village alla Continassa, che dal 17 luglio ospita la nuova sede sociale del club. Novità anche per il vicino Stadium che, a seguito della cessione dei diritti di denominazione ad Allianz, dal 1º luglio assume il nome commerciale di Allianz Stadium.

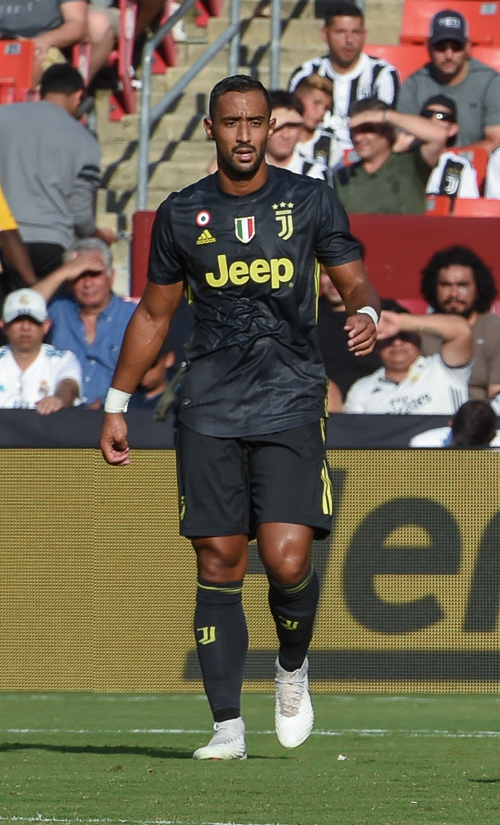
Medhi Benatia s'impone tra i punti fermi dell'undici stagionale juventino, assurgendo inoltre a protagonista in Coppa Italia con la doppietta nella vittoriosa finale sul.

Per quanto riguarda la rosa, i rinnovamenti più profondi toccano la difesa. Tra i pali, come prima riserva della bandiera Buffon alla sua ultima stagione da titolare a Torino, arriva il polacco Szczęsny dall'Arsenal (e reduce da un positivo prestito biennale alla Roma), il quale già durante quest'annata saprà ritagliarsi un suo spazio. Nel reparto arretrato, dopo la rescissione di Dani Alves, a far rumore è soprattutto la cessione di Bonucci, punto fermo nei successi degli anni precedenti ma ormai entrato in rotta con l'ambiente bianconero, ai rivali del Milan – con conseguente promozione di Benatia al centro della difesa juventina –; percorso inverso compie il terzino De Sciglio. Movimenti minori toccano il centrocampo, dove a fronte dello sfoltimento di alcune seconde linee, si segnalano gli acquisti dell'incontrista francese Matuidi dal Paris Saint-Germain e del promettente interno uruguaiano Bentancur dal Boca Juniors. A rinforzare infine un reparto avanzato che vede confermati gli elementi della stagione precedente, arrivano l'esterno brasiliano Douglas Costa dal Bayern Monaco e, in prospettiva, il giovane jolly Bernardeschi dalla Fiorentina.
La nuova Juventus fatica a trovare immediatamente degli equilibri, tant'è che al debutto ufficiale, 13 agosto 2017 in Supercoppa di Lega, i pur favoriti bianconeri escono sconfitti contro la Lazio (2-3). Nella fase a gironi di Champions League i torinesi, inseriti nel gruppo D, trovano ad attenderli gli spagnoli del Barcellona, i greci dell'Olympiacos e i portoghesi dello Sporting Lisbona; i bianconeri approdano alla fase a eliminazione diretta come secondi classificati, alle spalle dei catalani.
Intanto in campionato i torinesi, nel girone di andata si mantengono nelle posizioni di vertice incappando tuttavia in un paio di battute a vuoto autunnali, come l'inaspettata sconfitta nel fortino dello Stadium, ancora per mano laziale (1-2), e la caduta a Marassi contro la Sampdoria (2-3), che la relegano all'inseguimento della capolista Napoli, con un ritardo massimo di –4. Successivamente per la Juventus arrivano 6 risultati utili consecutivi (5 vittorie e 1 pareggio), tra cui la vittoria nel big match del 1º dicembre 2017 allo stadio San Paolo contro gli azzurri capolista; con la vittoria esterna del 30 dicembre al Bentegodi sul Verona (3-1), gli uomini di Allegri svoltano al giro di boa al secondo posto della classifica, a –1 dai campani campioni d'inverno.

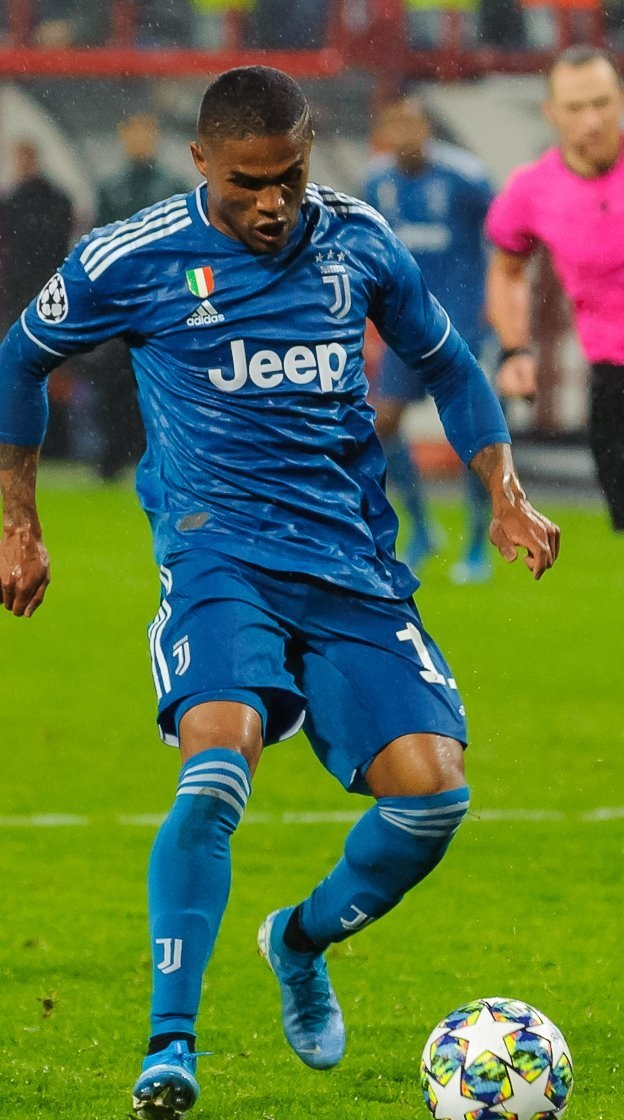
Il neoacquisto Douglas Costa: dopo un avvio in sordina, nella fase decisiva del campionato l'esterno brasiliano emerge tra i maggiori punti di forza della squadra bianconera al suo settimo Scudetto consecutivo.

Con l'inizio del 2018, la Juventus raggiunge la sua quarta finale consecutiva di Coppa Italia: dopo aver eliminato senza eccessivi patemi nei turni precedenti dapprima il Genoa (2-0) e poi i concittadini del Torino (2-0), nella doppia semifinale due vittorie 1-0 contro l'Atalanta danno ai bianconeri il pass per la finale di Roma.
In Europa, con l'avvio della knockout phase di Champions League, agli ottavi di finale la Juventus trova come avversari gli inglesi del Tottenham, eliminati dopo che i bianconeri vanno a violare lo Wembley Stadium per 2-1, annullando così il 2-2 che i londinesi avevano strappato all'andata. Ai quarti i piemontesi ritrovano gli spagnoli del Real Madrid, a pochi mesi dalla finale persa di Cardiff: il doppio confronto contro i detentori del trofeo pare decidersi già all'andata, con il netto 3-0 degli ospiti a Torino; ciò nonostante nel retour match del Bernabéu la Juventus riesce inizialmente a rimontare il triplo passivo, finché nei concitati minuti di recupero un calcio di rigore trasformato dal madridista Cristiano Ronaldo rende vana la vittoria 3-1 dei bianconeri, chiudendo il loro cammino nella competizione.
In precedenza, in marzo, in campionato la Juventus aveva operato il sorpasso in vetta grazie a due vittorie su Lazio, in una partita decisa da un'invenzione allo scadere di Dybala (1-0), e Udinese (2-0), e avvantaggiandosi da alcuni contemporanei stop del Napoli. L'agevole successo 3-0 del 15 aprile allo Stadium sulla Sampdoria, porta lo scarto bianconero in classifica a un massimo stagionale di +6, paventando l'allungo decisivo verso il titolo; tuttavia appena la settimana seguente, dapprima un passo falso sul campo del Crotone (1-1) nel turno infrasettimanale, e soprattutto la sconfitta nello scontro diretto di Torino contro i campani (0-1), assottiglia a +1 il vantaggio della squadra di Allegri sugli uomini di Sarri, a questo punto dati per favoriti nella volata tricolore sia per condizione mentale sia per un calendario più agevole, sulla carta, nei quattro turni rimanenti.
Al contrario, quando i più considerano ormai al tramonto questo ciclo bianconero, nelle ultime, cruciali giornate Buffon e compagni trovano quelle residue e insperate energie per confermarsi, ancora una volta, al vertice: chiave di volta è il derby d'Italia contro l'Inter del 28 aprile, quando la Juventus, sotto nel punteggio a San Siro a soli 3' dal triplice fischio, grazie a due guizzi di Cuadrado e Higuaín riesce al fotofinish a ribaltare la gara – e l'inerzia del campionato – strappando una vittoria al cardiopalma per 3-2 che si rivela decisiva, a posteriori, ancor più in ottica mentale che di classifica. Con il Napoli che, infatti, molla di colpo nella corsa al titolo, la Juventus, sorretta nello sprint finale da un Douglas Costa sempre più decisivo nell'economia della squadra, può concentrarsi con maggiore serenità sull'obiettivo della quarta Coppa Italia consecutiva, e tredicesima della storia bianconera, vinta il 9 maggio superando in goleada il Milan (4-0) nella finale dell'Olimpico; quattro giorni dopo, sempre nell'impianto capitolino, uno 0-0 contro la Roma è sufficiente per consegnare matematicamente ai torinesi il loro settimo Scudetto di fila e trentaquattresimo totale.
Inanellando il quarto double nazionale consecutivo, la squadra di Allegri – il quale da par suo affianca nella circostanza un altro juventino, quel Carlo Carcano deus ex machina del Quinquennio d'oro, quali unici allenatori nella storia del calcio italiano a far loro quattro scudetti consecutivi – scrive l'ennesimo record di questi vittoriosi anni. La stagione chiude un'epoca a Torino, con Buffon il quale sveste la maglia numero uno bianconera dopo diciassette anni: con il nono campionato vinto all'ombra della Mole, il capitano juventino diventa il calciatore più scudettato di sempre. Lascia la squadra anche un altro degli eptacampioni di questo ciclo, il terzino svizzero Lichtsteiner, da par suo divenuto in quest'annata lo straniero più titolato nella storia del campionato italiano.

## Divise e sponsor
Il fornitore tecnico per la stagione 2017-2018 è adidas, al terzo anno con i bianconeri, mentre lo sponsor principale è Jeep, al sesto anno con i torinesi; per la prima volta nella storia del club debutta un back sponsor riservato alle sole competizioni nazionali, Cygames. Su tutte le divise bianconere, inoltre, viene portato al debutto il logo societario introdotto all'inizio del 2017.
| Casa | Casa (38ª Serie A) | Trasferta | Terza divisa |

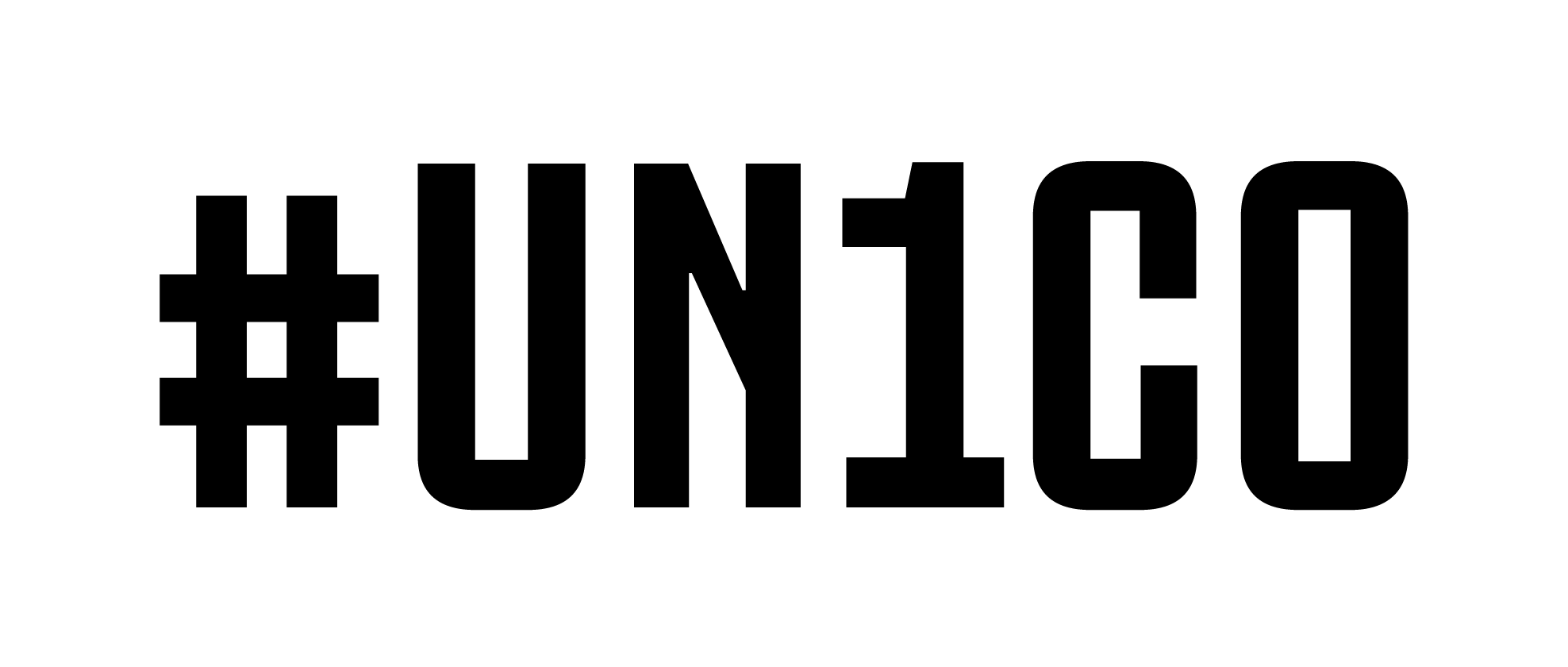
L'hashtag #UN1CO celebrativo dell'ultima partita in bianconero, dopo 17 stagioni, di Gianluigi Buffon, stampato sulle maglie juventine in occasione della sfida interna contro il Verona del 19 maggio 2018.

La prima divisa riprende lo stile delle uniformi juventine degli anni 1940 e 1950, con una maglia contraddistinta dalle canoniche strisce verticali bianche e nere sul fronte, e da un grande palo nero sul retro che ingloba nomi e numeri; tra i dettagli, il colletto presenta una chiusura con bottoni. Anche nel resto dell'uniforme vi è un ritorno alla tradizione, con pantaloncini e calzettoni bianchi. La seconda divisa richiama il modello portato al debutto nella stagione 1983-1984, con maglia e calzettoni gialli inframezzati da pantaloncini blu – i colori della Città di Torino –; come sull'antenata degli anni 1980, lo scollo è arricchito da un triangolo rovesciato a contrasto. La terza divisa, scaturita da un contest promosso da adidas nel corso della precedente stagione, si ispira anch'essa al passato del club, a una muta di cortesia vista fugacemente nel secondo dopoguerra: l'uniforme consta di una maglia verde mimetico con fascia bianconera, abbinata a pantaloncini neri e calzettoni verdi. Infine per i portieri, adidas ha approntato quattro divise monocolore, in varianti blu acciaio, verde menta, nero e vermiglione.
Eccezionalmente nell'incontro della 38ª e ultima giornata del campionato di Serie A, giocato allo Stadium contro il Verona, la Juventus scende in campo con la divisa casalinga della stagione 2018-2019; lo stesso avviene per l'uniforme riservata ai portieri. Nella circostanza entrambe le divise riportano inoltre, sulla manica sinistra, la patch celebrativa #UN1CO in onore del capitano e bandiera bianconera Gianluigi Buffon, alla sua ultima partita con i torinesi.
| 1ª portiere | 1ª portiere (38ª Serie A) | 2ª portiere | 3ª portiere | 4ª portiere |

Il logo celebrativo del 120º anniversario del club.

Infine in occasione dei festeggiamenti per il 120º anniversario della Juventus, a stagione in corso è stata presentata una quarta divisa celebrativa, realizzata in una tiratura limitata di 1897 esemplari (dall'anno di nascita del club) e utilizzata dalla squadra unicamente per l'incontro casalingo della 12ª giornata di campionato contro il Benevento, il più vicino alla data del 1º novembre in cui convenzionalmente viene fatta cadere la fondazione dell'allora Sport-Club Juventus. L'uniforme riprende il concept alla base della prima divisa, ma rifacendosi ancor più strettamente alle casacche bianconere dei primi anni 1950; i vari jersey sponsor sono qui ridimensionati e virati nero su nero, sicché sul petto trovano spazio unicamente le tre stelle inserite all'interno di una «scatolina» – quest'ultimo un elemento ripreso a sua volta dal passato del club, seppur afferente a una diversa epoca. Anche per i portieri è stato approntato un similare completo vintage per la ricorrenza, interamente verde pino.
| Divisa 120 anni | Portiere 120 anni |

## Organigramma societario
ORGANI DI AMMINISTRAZIONE E CONTROLLO
Consiglio di Amministrazione
- Presidente: Andrea Agnelli
- Presidenti onorari: Giampiero Boniperti e Franzo Grande Stevens
- Vicepresidente: Pavel Nedvěd
- Amministratore delegato - CFO: Aldo Mazzia
- Amministratore delegato - Direttore generale area sport: Giuseppe Marotta
- Amministratori: Giulia Bongiorno (fino al 5 giugno 2018[52]), Paolo Garimberti, Asaia Grazioli Venier, Caitlin Hughes, Daniela Marilungo, Francesco Roncaglio, Camillo Venesio
- Amministratori indipendenti: Maurizio Arrivabene, Enrico Vellano

Collegio Sindacale
- Presidente: Paolo Piccatti – Presidente
- Sindaci effettivi: Roberto Longo, Silvia Lirici
- Sindaci supplenti: Roberto Petrignani, Nicoletta Parracchini

AREE E MANAGEMENT
Area gestione aziendale
- Responsabile gestione e controllo investimenti immobiliari: Riccardo Abrate
- Direttore comunicazione e relazioni esterne: Claudio Albanese
- Direttore pianificazione, controllo e progetti speciali: Stefano Bertola
- Responsabile internal audit: Alessandra Borelli
- Responsabile segreteria sportiva: Francesco Gianello
- Responsabile information technology: Claudio Leonardi
- Responsabile amministrativo: Alberto Mignone
- Responsabile marketing e risorse digitali: Federico Palomba
- Responsabile finanziario: Marco Re
- Responsabile global partnerships e ricavi aziendali: Giorgio Ricci
- Direttore risorse umane: Sergio Spinelli
- Responsabile legale: Fabio Tucci
- Responsabile Brand, Licensing e Retail: Silvio Vigato
- Direttore commerciale: Francesco Calvo
- Dirigente internal audit: Luigi Bocchio

Area comunicazione
- Direttore JTV: Claudio Zuliani
- Direttore Juventus Center: Vittorio Ferrino
- Addetto stampa ed editoria: Gabriella Ravizzotti, Fabio Ellena
- Responsabile contenuti editoriali: Enrica Tarchi
- Comunicazione corporate: Stefano Coscia
- Responsabile marketing: Alessandro Sandiano

Area sportiva
- Direttore sportivo: Fabio Paratici
- Segretario generale: Maurizio Lombardo
- Team manager: Matteo Fabris

Area tecnica
- Allenatore: Massimiliano Allegri
- Allenatore in seconda: Marco Landucci
- Collaboratori tecnici: Maurizio Trombetta, Aldo Dolcetti, Emilio Doveri, Roberto Bosco
- Preparatore dei portieri: Claudio Filippi
- Responsabile preparazione atletica: Simone Folletti
- Preparatori atletici: Andrea Pertusio, Duccio Ferrari Bravo, Antonio Gualtieri
- Responsabile Training Check: Roberto Sassi

Area sanitaria
- Centro medico: J-Medical

## Rosa
Rosa e numerazione sono aggiornate all'8 settembre 2017.
| N. |                                 | Ruolo | Calciatore                        |
| -- | ------------------------------- | ----- | --------------------------------- |
| 1  | Italia (bandiera)               | P     | Gianluigi Buffon (capitano)       |
| 2  | Italia (bandiera)               | D     | Mattia De Sciglio                 |
| 3  | Italia (bandiera)               | D     | Giorgio Chiellini (vice capitano) |
| 4  | Marocco (bandiera)              | D     | Medhi Benatia                     |
| 5  | Bosnia ed Erzegovina (bandiera) | C     | Miralem Pjanić                    |
| 6  | Germania (bandiera)             | C     | Sami Khedira                      |
| 7  | Colombia (bandiera)             | A     | Juan Cuadrado                     |
| 8  | Italia (bandiera)               | C     | Claudio Marchisio                 |
| 9  | Argentina (bandiera)            | A     | Gonzalo Higuaín                   |
| 10 | Argentina (bandiera)            | A     | Paulo Dybala                      |
| 11 | Brasile (bandiera)              | A     | Douglas Costa                     |
| 12 | Brasile (bandiera)              | D     | Alex Sandro                       |
| 14 | Francia (bandiera)              | C     | Blaise Matuidi                    |

| N. |                     | Ruolo | Calciatore            |
| -- | ------------------- | ----- | --------------------- |
| 15 | Italia (bandiera)   | D     | Andrea Barzagli       |
| 16 | Italia (bandiera)   | P     | Carlo Pinsoglio       |
| 17 | Croazia (bandiera)  | A     | Mario Mandžukić       |
| 20 | Croazia (bandiera)  | A     | Marko Pjaca           |
| 21 | Germania (bandiera) | D     | Benedikt Höwedes      |
| 22 | Ghana (bandiera)    | C     | Kwadwo Asamoah        |
| 23 | Polonia (bandiera)  | P     | Wojciech Szczęsny     |
| 24 | Italia (bandiera)   | D     | Daniele Rugani        |
| 26 | Svizzera (bandiera) | D     | Stephan Lichtsteiner  |
| 27 | Italia (bandiera)   | C     | Stefano Sturaro       |
| 30 | Uruguay (bandiera)  | C     | Rodrigo Bentancur     |
| 33 | Italia (bandiera)   | A     | Federico Bernardeschi |
| 38 | Italia (bandiera)   | C     | Fabrizio Caligara     |

## Calciomercato

### Sessione estiva(dal 3/7 al 31/8)
| Acquisti         | Acquisti              | Acquisti            | Acquisti                                                                            |
| R.               | Nome                  | da                  | Modalità                                                                            |
| ---------------- | --------------------- | ------------------- | ----------------------------------------------------------------------------------- |
| P                | Carlo Pinsoglio       | Latina              | fine prestito                                                                       |
| P                | Wojciech Szczęsny     | Arsenal             | definitivo (12,2 milioni € + 3,1 milioni € bonus)                                   |
| D                | Mattia De Sciglio     | Milan               | definitivo (12 milioni € + 0,5 milioni € bonus)                                     |
| D                | Benedikt Höwedes      | Schalke 04          | prestito (3,5 milioni €) con obbligo di riscatto (13 milioni € + 3 milioni € bonus) |
| C                | Rodrigo Bentancur     | Boca Juniors        | definitivo (9,5 milioni €)                                                          |
| C                | Douglas Costa         | Bayern Monaco       | prestito (6 milioni €) con diritto di riscatto (40 milioni € + 1 milione € bonus)   |
| C                | Blaise Matuidi        | Paris Saint-Germain | definitivo (20 milioni € + max 10,5 milioni € bonus)                                |
| A                | Federico Bernardeschi | Fiorentina          | definitivo (40 milioni € + max 5 milioni € bonus)                                   |
| Altre operazioni |                       |                     |                                                                                     |
| R.               | Nome                  | da                  | Modalità                                                                            |
| D                | Dario Del Fabro       | Cagliari            | definitivo (4,5 milioni €)                                                          |
| C                | Francesco Cassata     | Ascoli              | fine prestito                                                                       |
| A                | Riccardo Orsolini     | Ascoli              | fine prestito                                                                       |

| Cessioni         | Cessioni           | Cessioni      | Cessioni                                                     |
| R.               | Nome               | a             | Modalità                                                     |
| ---------------- | ------------------ | ------------- | ------------------------------------------------------------ |
| P                | Emil Audero        | Venezia       | prestito                                                     |
| P                | Norberto Neto      | Valencia      | definitivo (6 milioni € + 1 milione € bonus)                 |
| D                | Leonardo Bonucci   | Milan         | definitivo (42 milioni €)                                    |
| D                | Dani Alves         |               | rescissione                                                  |
| D                | Paolo De Ceglie    |               | svincolato                                                   |
| D                | Federico Mattiello | SPAL          | prestito                                                     |
| C                | Mario Lemina       | Southampton   | definitivo (17 milioni € + 3 milioni € bonus)                |
| C                | Rolando Mandragora | Crotone       | prestito                                                     |
| C                | Tomás Rincón       | Torino        | prestito (3 milioni €) con opzione di riscatto (6 milioni €) |
| A                | Moise Kean         | Verona        | prestito                                                     |
| Altre operazioni |                    |               |                                                              |
| R.               | Nome               | a             | Modalità                                                     |
| P                | Nicola Leali       | Zulte Waregem | prestito con diritto di riscatto                             |
| D                | Dario Del Fabro    | Novara        | prestito                                                     |
| D                | Filippo Romagna    | Cagliari      | definitivo (7,6 milioni €)                                   |
| C                | Francesco Cassata  | Sassuolo      | definitivo (7 milioni €)                                     |
| A                | Riccardo Orsolini  | Atalanta      | prestito (2 anni) con opzione e contro opzione di riscatto   |

### Sessione invernale(dal 3/1 al 31/1)
| Acquisti         | Acquisti            | Acquisti      | Acquisti      |
| R.               | Nome                | da            | Modalità      |
| ---------------- | ------------------- | ------------- | ------------- |
| D                | Pol Lirola          | Sassuolo      | fine prestito |
| D                | Federico Mattiello  | SPAL          | fine prestito |
| A                | Riccardo Orsolini   | Atalanta      | fine prestito |
| Altre operazioni |                     |               |               |
| R.               | Nome                | da            | Modalità      |
| P                | Nicola Leali        | Zulte Waregem | fine prestito |
| D                | Luca Barlocco       | Pro Vercelli  | fine prestito |
| D                | Luca Coccolo        | Perugia       | fine prestito |
| D                | Santiago Ocampos    | Sp. Luqueño   | definitivo    |
| C                | Alessandro Di Pardo | SPAL          | fine prestito |
| C                | Grīgorīs Kastanos   | Zulte Waregem | fine prestito |
| C                | Leandro Fernandes   | PSV           | definitivo    |
| C                | Nicola Mosti        | Gavorrano     | fine prestito |
| C                | Matheus Pereira     | Bordeaux      | fine prestito |
| C                | Mattia Vitale       | SPAL          | fine prestito |
| A                | Cristian Bunino     | Alessandria   | fine prestito |
| A                | Ferdinando Del Sole | Pescara       | fine prestito |
| A                | Arnel Jakupovic     | Empoli        | prestito      |
| A                | Leonardo Mancuso    | Pescara       | definitivo    |
| A                | Francesco Margiotta | Losanna       | fine prestito |
| A                | Fabio Morselli      | Pescara       | fine prestito |
| A                | King Udoh           | Fermana       | fine prestito |

| Cessioni         | Cessioni            | Cessioni            | Cessioni                                       |
| R.               | Nome                | a                   | Modalità                                       |
| ---------------- | ------------------- | ------------------- | ---------------------------------------------- |
| D                | Pol Lirola          | Sassuolo            | definitivo                                     |
| D                | Federico Mattiello  | Atalanta            | definitivo                                     |
| A                | Riccardo Orsolini   | Bologna             | prestito                                       |
| A                | Marko Pjaca         | Schalke 04          | prestito (0,8 milioni € + 0,2 milioni € bonus) |
| Altre operazioni |                     |                     |                                                |
| R.               | Nome                | da                  | Modalità                                       |
| P                | Nicola Leali        | Perugia             | prestito                                       |
| D                | Luca Barlocco       | Alessandria         | prestito                                       |
| D                | Luca Coccolo        | Prato               | prestito                                       |
| C                | Fabrizio Caligara   | Cagliari            | definitivo                                     |
| C                | Alessandro Di Pardo | SPAL                | definitivo                                     |
| C                | Nicola Mosti        | Viterbese           | prestito                                       |
| C                | Vajebah Sakor       | IFK Göteborg        | definitivo                                     |
| C                | Oumar Toure         | WSG Swarovski Tirol | prestito                                       |
| C                | Mattia Vitale       | SPAL                | definitivo                                     |
| A                | Cristian Bunino     | Pescara             | definitivo                                     |
| A                | Eric Lanini         | Padova              | prestito                                       |
| A                | Leonardo Mancuso    | Pescara             | prestito                                       |
| A                | Fabio Morselli      | Pescara             | definitivo                                     |
| A                | Adama Sane          | Verona              | fine prestito                                  |
| A                | King Udoh           | Fano                | prestito                                       |

### Operazioni esterne alle sessioni
| Acquisti | Acquisti | Acquisti | Acquisti |
| R.       | Nome     | da       | Modalità |
| -------- | -------- | -------- | -------- |

| Cessioni | Cessioni     | Cessioni | Cessioni                        |
| R.       | Nome         | a        | Modalità                        |
| -------- | ------------ | -------- | ------------------------------- |
| C        | Tomás Rincón | Torino   | riscatto prestito (6 milioni €) |

## Risultati

### Serie A

#### Girone di andata
| Arbitro: | Maresca (Napoli) |

|                                        |           |  |
| Mandžukić 12’ Dybala 45+1’ Higuaín 66’ | Marcatori |  |

| Arbitro: | Banti (Livorno) |

|                                      |           |                                              |
| Pjanić 1’ (aut.) Gălăbinov 7’ (rig.) | Marcatori | 14’, 45+4’ (rig.), 90+2’ Dybala 62’ Cuadrado |

| Arbitro: | Fabbri (Ravenna) |

|                                           |           |  |
| Hetemaj 17’ (aut.) Higuaín 58’ Dybala 83’ | Marcatori |  |

| Arbitro: | Massa (Imperia) |

|              |           |                      |
| Politano 51’ | Marcatori | 16’, 49’, 63’ Dybala |

| Arbitro: | Doveri (Roma 1) |

|               |           |  |
| Mandžukić 52’ | Marcatori |  |

| Arbitro: | Giacomelli (Trieste) |

|                                              |           |  |
| Dybala 16’, 90+1’ Pjanić 40’ Alex Sandro 57’ | Marcatori |  |

| Arbitro: | Damato (Barletta) |

|                           |           |                              |
| Caldara 31’ Cristante 67’ | Marcatori | 21’ Bernardeschi 24’ Higuaín |

| Arbitro: | Mazzoleni (Bergamo) |

|                   |           |                          |
| Douglas Costa 23’ | Marcatori | 47’, 54’ (rig.) Immobile |

| Arbitro: | Doveri (Roma 1) |

|                      |           |                                                              |
| Perica 8’ Danilo 47’ | Marcatori | 14’ (aut.) Samir 20’, 59’, 87’ Khedira 52’ Rugani 90’ Pjanić |

| Arbitro: | Pasqua (Tivoli) |

|                                                      |           |              |
| Bernardeschi 14’ Dybala 22’ Higuaín 65’ Cuadrado 70’ | Marcatori | 34’ Paloschi |

| Arbitro: | Valeri (Roma 2) |

|  |           |                  |
|  | Marcatori | 23’, 63’ Higuaín |

| Arbitro: | Abisso (Palermo) |

|                          |           |               |
| Higuaín 57’ Cuadrado 65’ | Marcatori | 19’ Ciciretti |

| Arbitro: | Guida (Torre Annunziata) |

|                                     |           |                                   |
| Zapata 52’ Torreira 71’ Ferrari 79’ | Marcatori | 90+1’ (rig.) Higuaín 90+4’ Dybala |

| Arbitro: | Gavillucci (Latina) |

|                                          |           |  |
| Mandžukić 52’ De Sciglio 60’ Benatia 71’ | Marcatori |  |

| Arbitro: | Orsato (Schio) |

|  |           |             |
|  | Marcatori | 13’ Higuaín |

| Torino 9 dicembre 2017, ore 20:45 CET 16ª giornata | Juventus        | 0 – 0 referto | Inter | Juventus Stadium (41 418 spett.)\| Arbitro: \| Valeri (Roma 2) \| |
| Arbitro:                                           | Valeri (Roma 2) |               |       |                                                                   |

| Arbitro: | Banti (Livorno) |

|  |           |                                      |
|  | Marcatori | 27’ Pjanić 36’ Mandžukić 64’ Matuidi |

| Arbitro: | Tagliavento (Terni) |

|             |           |  |
| Benatia 18’ | Marcatori |  |

| Arbitro: | Mazzoleni (Bergamo) |

|             |           |                            |
| Cáceres 59’ | Marcatori | 6’ Matuidi 72’, 77’ Dybala |

#### Girone di ritorno
| Arbitro: | Calvarese (Teramo) |

|  |           |                  |
|  | Marcatori | 74’ Bernardeschi |

| Arbitro: | Di Bello (Brindisi) |

|                   |           |  |
| Douglas Costa 16’ | Marcatori |  |

| Arbitro: | Maresca (Napoli) |

|  |           |                         |
|  | Marcatori | 67’ Khedira 88’ Higuaín |

| Arbitro: | Giacomelli (Trieste) |

|                                                                  |           |  |
| Alex Sandro 9’ Khedira 24’, 27’ Pjanić 38’ Higuaín 63’, 74’, 83’ | Marcatori |  |

| Arbitro: | Guida (Torre Annunziata) |

|  |           |                              |
|  | Marcatori | 56’ Bernardeschi 86’ Higuaín |

| Arbitro: | Orsato (Schio) |

|  |           |                 |
|  | Marcatori | 33’ Alex Sandro |

| Arbitro: | Mariani (Aprilia) |

|                         |           |  |
| Higuaín 29’ Matuidi 81’ | Marcatori |  |

| Arbitro: | Banti (Livorno) |

|  |           |              |
|  | Marcatori | 90+3’ Dybala |

| Arbitro: | Giacomelli (Trieste) |

|                 |           |  |
| Dybala 20’, 49’ | Marcatori |  |

| Ferrara 17 marzo 2018, ore 20:45 CET 29ª giornata | SPAL            | 0 – 0 referto | Juventus | Stadio Paolo Mazza (13 135 spett.)\| Arbitro: \| Massa (Imperia) \| |
| Arbitro:                                          | Massa (Imperia) |               |          |                                                                     |

| Arbitro: | Mazzoleni (Bergamo) |

|                                    |           |             |
| Dybala 8’ Cuadrado 79’ Khedira 87’ | Marcatori | 28’ Bonucci |

| Arbitro: | Pasqua (Tivoli) |

|                  |           |                                                        |
| Diabaté 24’, 51’ | Marcatori | 16’, 45+3’ (rig.), 74’ (rig.) Dybala 82’ Douglas Costa |

| Arbitro: | Mariani (Aprilia) |

|                                       |           |  |
| Mandžukić 45’ Höwedes 60’ Khedira 75’ | Marcatori |  |

| Arbitro: | Fabbri (Ravenna) |

|          |           |                 |
| Simy 65’ | Marcatori | 16’ Alex Sandro |

| Arbitro: | Rocchi (Firenze) |

|  |           |               |
|  | Marcatori | 90’ Koulibaly |

| Arbitro: | Orsato (Schio) |

|                                |           |                                                   |
| Icardi 52’ Barzagli 65’ (aut.) | Marcatori | 13’ Douglas Costa 87’ (aut.) Škriniar 89’ Higuaín |

| Arbitro: | Irrati (Pistoia) |

|                                           |           |                  |
| De Maio 51’ (aut.) Khedira 63’ Dybala 69’ | Marcatori | 30’ (rig.) Verdi |

| Roma 13 maggio 2018, ore 20:45 CEST 37ª giornata | Roma                | 0 – 0 referto | Juventus | Stadio Olimpico (53 091 spett.)\| Arbitro: \| Tagliavento (Terni) \| |
| Arbitro:                                         | Tagliavento (Terni) |               |          |                                                                      |

| Arbitro: | Pinzani (Empoli) |

|                       |           |           |
| Rugani 49’ Pjanić 52’ | Marcatori | 76’ Cerci |

### Coppa Italia

#### Fase finale
| Arbitro: | Maresca (Napoli) |

|                        |           |  |
| Dybala 42’ Higuaín 76’ | Marcatori |  |

| Arbitro: | Doveri (Roma 1) |

|                                 |           |  |
| Douglas Costa 15’ Mandžukić 67’ | Marcatori |  |

| Arbitro: | Valeri (Roma 2) |

|  |           |            |
|  | Marcatori | 3’ Higuaín |

| Arbitro: | Fabbri (Ravenna) |

|                   |           |  |
| Pjanić 75’ (rig.) | Marcatori |  |

| Arbitro: | Damato (Barletta) |

|                                                       |           |  |
| Benatia 56’, 64’ Douglas Costa 61’ Kalinić 76’ (aut.) | Marcatori |  |

### UEFA Champions League

#### Fase a gironi
| Arbitro: | Skomina |

|                            |           |  |
| Messi 45’, 69’ Rakitić 56’ | Marcatori |  |

| Arbitro: | Stieler |

|                           |           |  |
| Higuaín 69’ Mandžukić 80’ | Marcatori |  |

| Arbitro: | Oliver |

|                          |           |                        |
| Pjanić 29’ Mandžukić 84’ | Marcatori | 12’ (aut.) Alex Sandro |

| Arbitro: | Turpin |

|                 |           |             |
| Bruno César 20’ | Marcatori | 79’ Higuaín |

| Torino 22 novembre 2017, ore 20:45 CET 5ª giornata | Juventus | 0 – 0 referto | Barcellona | Juventus Stadium (40 876 spett.)\| Arbitro: \| Mažić \| |
| Arbitro:                                           | Mažić    |               |            |                                                         |

| Arbitro: | Fernández Borbalán |

|  |           |                               |
|  | Marcatori | 15’ Cuadrado 90’ Bernardeschi |

#### Fase a eliminazione diretta
| Arbitro: | Brych |

|                       |           |                      |
| Higuaín 2’, 9’ (rig.) | Marcatori | 35’ Kane 71’ Eriksen |

| Arbitro: | Marciniak |

|         |           |                        |
| Son 39’ | Marcatori | 64’ Higuaín 67’ Dybala |

| Arbitro: | Çakır |

|  |           |                             |
|  | Marcatori | 3’, 64’ Ronaldo 72’ Marcelo |

| Arbitro: | Oliver |

|                      |           |                               |
| Ronaldo 90+8’ (rig.) | Marcatori | 2’, 37’ Mandžukić 61’ Matuidi |

### Supercoppa italiana
| Arbitro: | Massa (Imperia) |

|                          |           |                                       |
| Dybala 85’, 90+1’ (rig.) | Marcatori | 32’ (rig.), 54’ Immobile 90+3’ Murgia |

## Statistiche

### Statistiche di squadra
Statistiche aggiornate al 19 maggio 2018.
| Competizione          | Punti | In casa | In casa | In casa | In casa | In casa | In casa | In trasferta | In trasferta | In trasferta | In trasferta | In trasferta | In trasferta | Totale | Totale | Totale | Totale | Totale | Totale | D.R. |
| Competizione          | Punti | G       | V       | N       | P       | Gf      | Gs      | G            | V            | N            | P            | Gf           | Gs           | G      | V      | N      | P      | Gf     | Gs     | D.R. |
| --------------------- | ----- | ------- | ------- | ------- | ------- | ------- | ------- | ------------ | ------------ | ------------ | ------------ | ------------ | ------------ | ------ | ------ | ------ | ------ | ------ | ------ | ---- |
| Serie A               | 95    | 19      | 16      | 1       | 2       | 45      | 8       | 19           | 14           | 4            | 1            | 41           | 16           | 38     | 30     | 5      | 3      | 86     | 24     | +62  |
| Coppa Italia          | -     | 4       | 4       | 0       | 0       | 9       | 0       | 1            | 1            | 0            | 0            | 1            | 0            | 5      | 5      | 0      | 0      | 10     | 0      | +10  |
| UEFA Champions League | -     | 5       | 2       | 2       | 1       | 6       | 6       | 5            | 3            | 1            | 1            | 8            | 6            | 10     | 5      | 3      | 2      | 14     | 12     | +2   |
| Supercoppa italiana   | -     | 0       | 0       | 0       | 0       | 0       | 0       | 0            | 0            | 0            | 0            | 0            | 0            | 1      | 0      | 0      | 1      | 2      | 3      | -1   |
| Totale                | -     | 28      | 22      | 3       | 3       | 60      | 14      | 25           | 18           | 5            | 2            | 50           | 22           | 54     | 40     | 8      | 6      | 112    | 39     | +73  |

### Andamento in campionato
| Giornata  | 1 | 2 | 3 | 4 | 5 | 6 | 7 | 8 | 9 | 10 | 11 | 12 | 13 | 14 | 15 | 16 | 17 | 18 | 19 | 20 | 21 | 22 | 23 | 24 | 25 | 26 | 27 | 28 | 29 | 30 | 31 | 32 | 33 | 34 | 35 | 36 | 37 | 38 |
| --------- | - | - | - | - | - | - | - | - | - | -- | -- | -- | -- | -- | -- | -- | -- | -- | -- | -- | -- | -- | -- | -- | -- | -- | -- | -- | -- | -- | -- | -- | -- | -- | -- | -- | -- | -- |
| Luogo     | C | T | C | T | C | C | T | C | T | C  | T  | C  | T  | C  | T  | C  | T  | C  | T  | T  | C  | T  | C  | T  | T  | C  | T  | C  | T  | C  | T  | C  | T  | C  | T  | C  | T  | C  |
| Risultato | V | V | V | V | V | V | N | P | V | V  | V  | V  | P  | V  | V  | N  | V  | V  | V  | V  | V  | V  | V  | V  | V  | V  | V  | V  | N  | V  | V  | V  | N  | P  | V  | V  | N  | V  |
| Posizione | 1 | 1 | 1 | 1 | 1 | 1 | 2 | 3 | 3 | 3  | 3  | 2  | 3  | 3  | 3  | 3  | 2  | 2  | 2  | 2  | 2  | 2  | 2  | 2  | 2  | 2  | 2  | 1  | 1  | 1  | 1  | 1  | 1  | 1  | 1  | 1  | 1  | 1  |

Fonte:  Serie A – Classifica, su legaseriea.it. URL consultato il 10 luglio 2017 (archiviato dall'url originale il 12 giugno 2018).
Legenda:

Luogo: C = Casa; T = Trasferta. Risultato: V = Vittoria; N = Pareggio; P = Sconfitta.

### Statistiche dei giocatori
Sono in corsivo i calciatori che hanno lasciato la società a stagione in corso.
| Giocatore       | Serie A  | Serie A | Serie A     | Serie A    | Coppa Italia | Coppa Italia | Coppa Italia | Coppa Italia | UEFA Champions League | UEFA Champions League | UEFA Champions League | UEFA Champions League | Supercoppa italiana | Supercoppa italiana | Supercoppa italiana | Supercoppa italiana | Totale   | Totale | Totale      | Totale     |
| Giocatore       | Presenze | Reti    | Ammonizioni | Espulsioni | Presenze     | Reti         | Ammonizioni  | Espulsioni   | Presenze              | Reti                  | Ammonizioni           | Espulsioni            | Presenze            | Reti                | Ammonizioni         | Espulsioni          | Presenze | Reti   | Ammonizioni | Espulsioni |
| --------------- | -------- | ------- | ----------- | ---------- | ------------ | ------------ | ------------ | ------------ | --------------------- | --------------------- | --------------------- | --------------------- | ------------------- | ------------------- | ------------------- | ------------------- | -------- | ------ | ----------- | ---------- |
| K. Asamoah      | 19       | 0       | 4           | 0          | 4            | 0            | 0            | 0            | 3                     | 0                     | 0                     | 0                     | 0                   | 0                   | 0                   | 0                   | 26       | 0      | 4           | 0          |
| A. Barzagli     | 25       | 0       | 2           | 0          | 4            | 0            | 0            | 0            | 8                     | 0                     | 1                     | 0                     | 1                   | 0                   | 0                   | 0                   | 38       | 0      | 3           | 0          |
| M. Benatia      | 20       | 2       | 8           | 0          | 3            | 2            | 0            | 0            | 8                     | 0                     | 4                     | 0                     | 1                   | 0                   | 0                   | 0                   | 32       | 4      | 12          | 0          |
| R. Bentancur    | 20       | 0       | 0           | 0          | 2            | 0            | 2            | 0            | 5                     | 0                     | 3                     | 0                     | 0                   | 0                   | 0                   | 0                   | 27       | 0      | 5           | 0          |
| F. Bernardeschi | 22       | 4       | 4           | 0          | 3            | 0            | 0            | 0            | 4                     | 1                     | 0                     | 0                     | 1                   | 0                   | 0                   | 0                   | 30       | 5      | 4           | 0          |
| G. Buffon       | 21       | -14     | 1           | 0          | 3            | -0           | 0            | 0            | 9                     | -11                   | 0                     | 1                     | 1                   | -3                  | 1                   | 0                   | 34       | -28    | 2           | 1          |
| F. Caligara     | 0        | 0       | 0           | 0          | 0            | 0            | 0            | 0            | 1                     | 0                     | 1                     | 0                     | 0                   | 0                   | 0                   | 0                   | 1        | 0      | 1           | 0          |
| G. Chiellini    | 26       | 0       | 2           | 0          | 4            | 0            | 2            | 0            | 7                     | 0                     | 2                     | 0                     | 1                   | 0                   | 0                   | 0                   | 38       | 0      | 6           | 0          |
| J. Cuadrado     | 21       | 4       | 5           | 0          | 1            | 0            | 0            | 0            | 6                     | 1                     | 1                     | 0                     | 1                   | 0                   | 0                   | 0                   | 29       | 5      | 6           | 0          |
| M. De Sciglio   | 12       | 1       | 1           | 0          | 1            | 0            | 0            | 0            | 6                     | 0                     | 0                     | 0                     | 1                   | 0                   | 0                   | 0                   | 20       | 1      | 1           | 0          |
| Douglas Costa   | 31       | 4       | 1           | 0          | 5            | 2            | 1            | 0            | 10                    | 0                     | 1                     | 0                     | 1                   | 0                   | 0                   | 0                   | 47       | 6      | 3           | 0          |
| P. Dybala       | 33       | 22      | 0           | 0          | 4            | 1            | 0            | 0            | 8                     | 1                     | 2                     | 1                     | 1                   | 2                   | 0                   | 0                   | 46       | 26     | 2           | 1          |
| G. Higuaín      | 35       | 16      | 4           | 0          | 4            | 2            | 0            | 0            | 10                    | 5                     | 1                     | 0                     | 1                   | 0                   | 0                   | 0                   | 50       | 23     | 5           | 0          |
| B. Höwedes      | 3        | 1       | 1           | 0          | 0            | 0            | 0            | 0            | 0                     | 0                     | 0                     | 0                     | 0                   | 0                   | 0                   | 0                   | 3        | 1      | 1           | 0          |
| S. Khedira      | 26       | 9       | 1           | 0          | 4            | 0            | 0            | 0            | 8                     | 0                     | 0                     | 0                     | 1                   | 0                   | 0                   | 0                   | 39       | 9      | 1           | 0          |
| S. Lichtsteiner | 27       | 0       | 6           | 0          | 3            | 0            | 1            | 0            | 2                     | 0                     | 1                     | 0                     | 0                   | 0                   | 0                   | 0                   | 32       | 0      | 8           | 0          |
| M. Mandžukić    | 32       | 5       | 5           | 1          | 4            | 1            | 1            | 0            | 6                     | 4                     | 2                     | 0                     | 1                   | 0                   | 1                   | 0                   | 43       | 10     | 9           | 1          |
| C. Marchisio    | 15       | 0       | 1           | 0          | 4            | 0            | 0            | 0            | 1                     | 0                     | 0                     | 0                     | 0                   | 0                   | 0                   | 0                   | 20       | 0      | 1           | 0          |
| B. Matuidi      | 32       | 3       | 3           | 0          | 5            | 0            | 1            | 0            | 9                     | 1                     | 0                     | 0                     | 0                   | 0                   | 0                   | 0                   | 46       | 4      | 4           | 0          |
| C. Pinsoglio    | 1        | -1      | 0           | 0          | 0            | 0            | 0            | 0            | 0                     | 0                     | 0                     | 0                     | 0                   | 0                   | 0                   | 0                   | 1        | -1     | 0           | 0          |
| M. Pjaca        | 0        | 0       | 0           | 0          | 0            | 0            | 0            | 0            | 0                     | 0                     | 0                     | 0                     | 0                   | 0                   | 0                   | 0                   | 0        | 0      | 0           | 0          |
| M. Pjanić       | 31       | 5       | 5           | 0          | 4            | 1            | 1            | 0            | 8                     | 1                     | 4                     | 0                     | 1                   | 0                   | 1                   | 0                   | 44       | 7      | 11          | 0          |
| D. Rugani       | 22       | 2       | 3           | 0          | 2            | 0            | 1            | 0            | 2                     | 0                     | 0                     | 0                     | 0                   | 0                   | 0                   | 0                   | 26       | 2      | 4           | 0          |
| Alex Sandro     | 26       | 4       | 8           | 0          | 2            | 0            | 1            | 0            | 10                    | 0                     | 3                     | 0                     | 1                   | 0                   | 0                   | 0                   | 39       | 4      | 12          | 0          |
| S. Sturaro      | 12       | 0       | 1           | 0          | 2            | 0            | 0            | 0            | 5                     | 0                     | 1                     | 0                     | 0                   | 0                   | 0                   | 0                   | 19       | 0      | 2           | 0          |
| W. Szczęsny     | 17       | -9      | 0           | 0          | 2            | -0           | 0            | 0            | 2                     | -1                    | 0                     | 0                     | 0                   | 0                   | 0                   | 0                   | 21       | -10    | 0           | 0          |

## Giovanili

### Organigramma
Area tecnica
Settore giovanile
- Primavera
  - Allenatore: Alessandro Dal Canto
  - Allenatore in seconda: Giuliano Lamma
  - Preparatore atletico: Giacomo Schillaci
  - Preparatore portieri: Cristiano Lupatelli
  - Team manager: Gianluca Pessotto
- Under-17
  - Allenatore: Francesco Pedone
  - Collaboratore tecnico: Mauro Briano
  - Preparatore atletico: Ivan Teoli
  - Preparatore portieri: Davide Micillo
- Under-16
  - Allenatore: Simone Barone
  - Preparatore atletico: Alessandro Giacosa
  - Preparatore portieri: Stefano Baroncini
- Under-15
  - Allenatore: Riccardo Bovo
  - Preparatore atletico: Francesco Lucia
  - Preparatore portieri: Fabrizio Capodici
- Under-14
  - Allenatori: Alessandro Spugna e Piero Panzanaro
  - Preparatore atletico: Samuele Callegaro
  - Preparatore portieri: Daniele Borri

Attività di base
- Esordienti Under-13
  - Allenatori: Valenti – Moschini
  - Preparatore atletico: Gastaldi
  - Preparatore portieri: Di Stefano
- Esordienti Under-12
  - Allenatori: Sacchini – Beltramelli
  - Preparatore atletico: Fornea
  - Preparatore portieri: Minero
- Pulcini Under-11
  - Allenatori: M. Marchio – Magri
  - Preparatore portieri: Buggin
- Pulcini Under-10
  - Allenatori: Perri – Calcia
  - Preparatore portieri: N. Maiani
- Primi Calci Under-9
  - Allenatori: Saporito – Cucciniello
  - Preparatore portieri: Borsero
- Primi Calci Under-8
  - Allenatori: Battaglia – Comito
  - Preparatore portieri: Frison
- Piccoli Amici Under-7
  - Allenatori: Ramello – Giglio
  - Preparatore portieri: Frison

### Piazzamenti
- Primavera:
  - Campionato: semifinale[103]
  - Coppa Italia: ottavi di finale[104]
  - UEFA Youth League:[105] fase a gironi[106]
  - Torneo di Viareggio: semifinale[107]
- Under-17:
  - Campionato: semifinale[108]
- Under-16:
  - Campionato: finale[109]
- Under-15:
  - Campionato: finale[110]